# Wollongong
Wollongong – miasto satelickie dla Sydney, położone na wschodnim wybrzeżu Australii w stanie Nowa Południowa Walia. Graniczy ze stolicą stanu od północnej strony, natomiast śródmieście położone jest ok. 68 km na południe od centrum Sydney w części wybrzeża zwanej Illawarra. Nazwa miasta ma pochodzenia aborygeńskie „Wol-lon-yuh „, po ang. „sound of the sea” i oznacza „odgłos morza”, przypisuje się także inne znaczenia tej nazwy np. blisko wody, wiele węży oraz pięć wysp, które są widoczne z linii brzegowej oceanu w Wollongong. Wollongong jest obecnie trzecim pod względem wielkości miastem stanu Nowa Południowa Walia po Sydney oraz Newcastle i jest zamieszkane przez ok. 307 tys. osób (2021).
W mieście rozwinął się przemysł metalowy, materiałów budowlanych, chemiczny, lekki oraz koksowniczy.

## Miasta partnerskie
- Kawasaki, Japonia
- Ochryda, Macedonia Północna
- Longyan, Chińska Republika Ludowa